# ФК 11 октомври
Фудбалски клуб 11 октомври је фудбалски клуб из Прилепа, у Северној Македонији, који се тренутно такмичи у Другој лиги Македоније.

## Историја
Клуб је основан 1951. године. То је други фудбалски клуб из Прилепа. Утакмице игра на стадиону Гоце Делчев капацитета 15.000 гледалаца. Од самосталности Македоније клуб је сам мањим прекидима играо у Другој лиги Македоније где се и данас налази.